# Государственный заказ в Российской Федерации
Государственный заказ в Российской Федерации — заказ на поставку товаров, выполнение работ, оказание услуг за счет бюджетных средств и внебюджетных фондов, направленный на удовлетворение потребностей Российской Федерации, её субъектов или муниципальных образований для осуществления необходимых функций и полномочий.
В узком смысле — это оферта государственного заказчика поставщику в предусмотренных законом случаях.
В широком смысле — основание заключения государственного контракта, односторонняя сделка по предоставлению заказчиком права удовлетворить публичные нужды посредством заключения контракта.

## История
Регулирование закупок для государственных нужд появилось достаточно давно. Уже в XVIII веке действовали соответствующие нормативные акты, причем их характер с того времени мало изменился.
Например, в Российской империи строго соблюдался принцип экономии: в 1758 г. был принят регул, требующий от Провиантского правления непременной рассылки объявлений о подряде всем поставщикам - потенциальным участникам конкурса, чтобы устранить гипотетическую вероятность их сговора.Кошелюк Б. Е., 2017
Концепции, принципы, функции и механизмы размещения заказов в разные периоды российской истории значительно отличаются.
В административно-командной системе экономического устройства СССР центральное место было отведено государственному заказу, поскольку экономический сектор преимущественно был государственным.
Существенные изменения концепции и роли государственного заказа произошли при переходе к рыночной экономике в 1990-х годах. В условиях развития свободного рынка и отхода от централизованного планирования государственный заказ перестал играть определяющую роль в развитии экономики России.
В рамках реформирования института возникла проблема неэффективной законодательной базы. Эта проблема по-прежнему является актуальной, так, в 2012 г., произошел Коррупционный скандал в Министерстве обороны России, связанный в том числе с проблемами в области государственного заказа.

## Функции
Основная функция — удовлетворение государственных нужд. Вторичные же функции института государственного заказа включают:
- стимулирование и стабилизацию экономической системы в целом и в разрезе отраслей, регионов;
- Ценовое регулирование;
- Поддержка и стимулирование национальных производителей;
- Реализация социально-экономической политики государства;
  - в том числе привлечение частного предпринимательства к решению актуальных социально-экономических задач;
- Стимулирование инноваций за счет соответствующих закупок.

## Нормативно-правовая база
Сферу закупок регулируют два закона:
- Федеральный закон от 05.04.2013 № 44-ФЗ «О контрактной системе в сфере закупок товаров, работ, услуг для обеспечения государственных и муниципальных нужд»
- Федеральный закон от 18.07.2011 № 223-ФЗ «О закупках товаров, работ, услуг отдельными видами юридических лиц».

Законодательство, регулирующее порядок формирования, механизмы размещения государственного заказа в РФ, основывается также на Гражданском и Бюджетном кодексах Российской Федерации, Постановлениях Правительства РФ и целом ряде федеральных законов, в том числе Федеральном законе № 135-ФЗ «О защите конкуренции», Федеральном законе № 60-ФЗ «О поставках продукции для федеральных государственных нужд». Предполагается, что рынок закупок уже готов к тому, чтобы все виды закупок проходили в электронном виде.

## Процедуры размещения заказа
Законодательство РФ предусматривает 2 типа процедур:
- конкурентные способы определения поставщиков
- закупки у единственного поставщика

Конкурентными способами определения поставщиков являются:
- конкурсы:
  - открытый конкурс;
  - конкурс с ограниченным участием;
  - двухэтапный конкурс;
  - закрытый конкурс;
  - закрытый конкурс с ограниченным участием;
  - закрытый двухэтапный конкурс;
- аукционы:
  - аукцион в электронной форме;
  - закрытый аукцион;
- запрос котировок;
- запрос предложений.

Размещение заказа путём проведения конкурса предполагает проведение торгов, победителем которых признаётся участник, предложивший лучшие условия выполнения заказа. Участники торгов оцениваются по ряду критериев, помимо непосредственно стоимости контракта и качественным характеристикам товара, в том числе оценивается деловая репутация участника, наличие опыта, сроки поставки товара и т. д. Конкурс проводится в открытой форме во всех случаях, кроме тех, что связаны с товарами или услугами, составляющими государственную тайну, с оказанием услуг "по страхованию, транспортировке и охране музейных предметов и музейных коллекций, редких и ценных изданий, рукописей, архивных документов (включая их копии), имеющих историческое, художественное или иное культурное значение.
Размещение заказа путём проведения аукциона предполагает торги, победителем которых признается лицо, предложившее наиболее низкую цену контракта. Аукцион, как и конкурс, может проводиться в открытой или закрытой форме. Особенностью аукциона является обязательное составление протокола аукциона.
Размещение заказа путём проведения открытого аукциона в электронной форме предполагает аукцион, «проведение которого обеспечивается оператором электронной площадки на сайте в информационно-телекоммуникационной сети „Интернет“».
Размещение заказов путём запроса котировок предполагает «способ размещения заказа, при котором информация о потребностях в товарах, работах, услугах для нужд заказчиков сообщается неограниченному кругу лиц путём размещения на официальном сайте извещения о проведении запроса котировок и победителем в проведении запроса котировок признается участник размещения заказа, предложивший наиболее низкую цену контракта». Особенностью запроса котировок является обязательная видео- или аудиозапись и составление протокола рассмотрения и оценки котировочных заявок.
Размещение заказа путём запроса котировок в целях оказания гуманитарной помощи либо ликвидации последствий чрезвычайных ситуаций природного или техногенного характера предполагает запрос котировок у поставщиков, прошедших предварительный отбор, «квалификация которых соответствует предъявляемым требованиям и которые могут в возможно короткий срок без предварительной оплаты и (или) с отсрочкой платежа осуществить поставки необходимых товаров, выполнение работ, оказание услуг».
Запрос предложений. Способ определения поставщика, при котором информация о закупаемых для обеспечения государственных или муниципальных нужд в товаре, работе или услуге сообщается неограниченному кругу лиц путём размещения в единой информационной системе извещения о проведении запроса предложений, документации о проведении запроса предложений и победителем запроса предложений признается участник закупки, направивший окончательное предложение, которое наилучшим образом соответствует установленным заказчиком требованиям к товару, работе или услуге.
К не конкурентным процедурам относится размещение заказа у единственного поставщика (см. пар. 6. № 44-ФЗ). Например, размещение заказа у единственного поставщика осуществляется в случае, если выполнение государственного заказа относится к сфере деятельности субъектов естественных монополий, если в рамках государственного заказа осуществляются поставки культурных ценностей, предназначенных для пополнения государственных музейного, библиотечного, архивного фондов, кино-, фотофонда и аналогичных фондов;если выполняются работы по мобилизационной подготовке в Российской Федерации и т. д.

## Коррупционные риски
Государственный заказ является одной из областей деятельности государственных органов власти, которая во всех странах связана с высоким уровнем коррупции. Подавляющее число коррупционных действий сводится к лоббированию чиновниками интересов конкретных поставщиков. Самыми распространенными схемами коррупции в этой сфере являются откаты, махинации с тендерными предложениями и использование подставных или фиктивных компаний.
Проблеме сокрытия и искажения информации о государственных закупках в коррупционных целях на официальном сайте РФ для размещения заказов на поставку товаров, работ и услуг было посвящено специальное исследование «Слепые закупки», которое провели в 2013 году Национальная ассоциация институтов закупок, Высшая школа экономики и эксперты российского «Открытого правительства». По данным исследования, в 2012 году в 662 закупочных процедурах информация о закупке была умышленно искажена. Самые популярные способы такого мошенничества связаны с заменой кириллических букв на сходные по написанию латинские, намеренными опечатками и ошибками. В результате информацию о такой закупке на официальном сайте практически невозможно найти, в ней принимает участие только аффилированный с заказчиком поставщик. Авторы исследования оценили потери государственных заказчиков от таких манипуляций в 874 млн руб., или 0,15 % от общего объёма закупок в 2012 году.
За весь 2013 год Национальная ассоциация институтов закупок проанализировала 233 закупки стоимостью свыше 1 млрд р. на общую сумму 574 млрд р. Признаки ограничения конкуренции были обнаружены в 88 из них, то есть в 38 % случаев. Самым популярным нарушением стало неправильное размещение документации, которую многие заказчики публикуют не полностью или с опозданием. Второе по популярности нарушение связано с установкой предельно сжатых сроков исполнения контракта, которые не дают возможности независимым поставщикам заключить такой контракт.
Существующий на сегодняшний день в РФ институт государственного заказа является неэффективным, отсутствие комплексного подхода к созданию законодательной базы, позволяющей контролировать процесс государственных закупок на всех его стадиях, открывает множество коррупционных возможностей, прежде всего при размещении государственного заказа.
По данным Национальной ассоциации институтов закупок, которая в первом полугодии 2013 года провела мониторинг 116 государственных закупок стоимостью свыше 1 млрд р. на общую сумму 258,1 млрд р., государственные заказчики стали избегать прямых нарушений законодательства. Однако в половине рассмотренных процедур были обнаружены признаки ограничения конкуренции. Самыми популярными из них стали: размещение не всех необходимых документов, указание некорректного классификационного кода продукции, не соответствующего предмету закупки, публикация документации неоправданно разбитой на множество архивов или с нарушением сроков размещения. Все это затрудняет для потенциальных поставщиков поиск информации о закупке на официальном сайте и мешает получить им представление о закупке.

### Нарушения при размещении госзаказа
Среди основных видов нарушений выделяют:
- Ошибки в тексте объявлений о размещении госзаказа. Написание информации о госзаказе на интернет-сайтах закупок с орфографическими ошибками или латинскими буквами.
- Указание в конкурсной документации конкретных торговых марок или наименований производителя товаров и услуг без предоставления возможности участникам государственного заказа поставить товар аналогичного качества или свойства.
- Требования в конкурсной документации по поставке товара с указанием большого количества точных технологических характеристик, в результате которых может быть поставлен товар лишь одного производителя, при наличии на рынке достаточного количества аналогичных товаров.
- Содержание в конкурсной документации нереальных сроков выполнения работ, услуг или поставки товаров.
- Отсутствие в конкурсной документации критериев оценки заявок. Конкурсная документация очень часто не содержит четких критериев оценки заявок, что затрудняет участие в госзаказе всех заинтересованных лиц и приводит к победе в торгах компаний, которые обладают инсайдерской информацией о госзаказе.
- Аффилированность госзаказчика и участника торгов.
- Невозможность зарегистрироваться на электронной площадке.
- Включение в один лот государственного заказа требований о поставке продукции не связанной между собой.
- Размещение информации о государственном заказе в нечитаемом виде.

### Примеры нарушений
- Территориальный фонд обязательного медицинского страхования Свердловской области в 2008 г. разместил заказ на поставку легковых автомобилей. В документации об аукционе были указаны достаточно жёсткие требования к техническим и функциональным характеристикам поставляемых автомобилей, которые не допускают изменений и соответствуют параметрам лишь одного автомобиля — марки Toyota Avensis. Такие действия государственного заказчика привели к ограничению числа участников аукциона и не соответствовали природе аукциона в целом[15].
- В 2007 г. при оценке и сопоставлении заявок на участие в конкурсе на закупку работ по ремонту здания МОУ СОШ № 15 Советского района г. Ростова-на-Дону ООО «Донводстрой» победило благодаря критериям: «срок предоставления гарантий качества работ», установив срок предоставления гарантий качества работ — 1340 месяцев (111 лет) и срок выполнения работ — 1 день[16].
- В 2009 г Федеральная антимонопольная служба ФАС России возбудила дело по признакам нарушения антимонопольного законодательства в отношении Института программных систем РАН. В ходе рассмотрения документов, представленных сторонами, выяснилось, что сотрудники заказчика одновременно являются сотрудниками компании — единственного участника и победителя торгов ЗАО «РСК СКИФ»[17].

### Минусы законодательства
Эксперты центра антикоррупционных исследований и инициатив Transparency International в рамках доклада по изменениям в сфере государственного заказа в 2011 г. выделили множество недостатков антикоррупционного законодательства в сфере государственных закупок, в том числе:
- отсутствие механизмов открытого обоснования публичных нужд;
- отсутствие гарантии соответствия условий осуществления закупки сведениям, содержащимся в документах, отражающих планы закупок;
- отсутствие механизмов, гарантирующих объективность требований и характеристик предмета закупки;
- отсутствие механизмов, гарантирующих объективность критериев оценки заявок участников;
- отсутствие гарантий независимости лиц, осуществляющих контроль;
- отсутствие гарантий защиты лиц, сообщающих о случаях коррупции;
- невозможность (ограниченность) осуществления независимого общественного контроля.